# Giovanni Valetti
Giovanni Valetti (22 de setembro de 1913, Vinovo - 28 de maio de 1998, Avigliana) foi um ciclista italiano. Atuou profissionalmente entre 1935 e 1948.
Foi o vencedor do Giro d'Italia em 1938 e 1939 .